# 渡辺篤史の建もの探訪
『渡辺篤史の建もの探訪』（わたなべあつしのたてものたんぼう）は、テレビ朝日系列（一部を除く）ほかで放送されている住宅情報番組で、渡辺篤史の冠番組。テレビ朝日と日本ケーブルテレビジョン（JCTV）の共同制作。2024年4月に放送開始35周年を迎えた。

## 概要
個性豊かな住宅を、俳優の渡辺篤史が訪問・紹介する番組。ナレーションも渡辺が担当している。通常は東京都内もしくはその近郊に建てられた住宅を訪問するが、まれに特別企画として首都圏外の住宅を取り上げることもある。番組の冒頭には、放送回数が表示され、施主およびその同居家族を紹介。中盤では、建物の完成年月、構造、敷地面積、建築面積、延床面積を表示、最後には物件の間取り図、建築費および坪単価を紹介するが、物件によっては費用が非公開となる場合もある。
なお番組では、実際に住んでいる家族の、その住宅での暮らしぶりを紹介しているが、Webサイトでは、設計した建築家のプロフィール、コメント、連絡先なども紹介されている。
渡辺は先入観を持たないようにするため、事前に資料を見ることなく撮影に臨む。
テレビ朝日（以下、テレ朝）では1989年（平成元年）4月1日から放送されている長寿番組であり、2008年11月30日に放送1000回を達成し、2009年4月5日に放送20周年を迎えた。2019年2月2日には放送1500回、同年4月に30周年を迎えた。そもそもは、桜前線とともに沖縄県から北上していく形で日本各地の建築物を訪問する旅番組としてスタートしたが、時折住宅にスポットを当てて紹介する回が好評であったため、住宅専門の番組へ方向転換したという経緯がある。テレ朝における前番組も、『いきいき住空間』という新築住宅を紹介する番組であった。放送第1回では那覇市立城西小学校を、第2回では名護市役所庁舎を取り上げた。
2003年12月をもって全編ハイビジョン収録となり、2011年7月24日まで行われていた地上アナログ放送およびスカパー!SDで2013年3月31日まで視聴できた朝日ニュースターではレターボックス16:9サイズの状態で放送されていた。一部のネット局限定であるが、字幕放送も行われている。

## スタッフ
- 構成：臼田さとみ
- 撮影：関根 隆
- 音声：北 隆之
- 照明：吉澤一生、海保栄吉
- 車両：五十嵐和永
- 編集：小深田真次
- 編集技術：田村友里絵
- 選曲：岩田 暁、西田有沙
- 整音：松沼那奈
- デスク：武田志麻
- 制作進行：田中佳代子
- ディレクター：加藤 洋、柏木美樹
- プロデューサー：杉山かおり（テレビ朝日、一時離脱→復帰）、湯沢信夫（JCTV）
- 制作：テレビ朝日、JCTV

### 過去のスタッフ
- 構成：南條隆明
- 撮影：高橋尚志、木戸清貴、村越勝利、加藤幸弘
- 照明：並木武彦
- 編集技術：舘田貴之
- 選曲：古谷幸子、木村華子、石井佳那子、矢野 満
- 整音：石川太郎、萩原佳和、滝音春彦、養田 司
- デスク：藤田美紀、早坂真琴、西本奈央、五島由貴、ルワング瑶子
- AD：岩崎康嗣、小野塚雄介、新沖由美、三堀俊太、池本葵、金井敬祐、小池美咲、鈴木洸貴
- ディレクター：岡山太郎、濵本幸治、半澤和久
- アシスタントプロデューサー：掛下知恵子（テレビ朝日）
- プロデューサー：山下達也、品川作、鈴木裕美子、渡辺照彦、古川英気（テレビ朝日）、山澤達義（JCTV）

## テーマ曲
- 「between the word & the heart -言葉と心-」（小田和正、ソニー・ミュージックレーベルズ / アリオラジャパン） - アルバム『BETWEEN THE WORD & THE HEART』（1988年3月5日発売）収録曲。番組開始以来、オープニングとエンディングに使われ続けている。
- 「20年のアルバム」（2008年4月13日の放送から1年間設けられていた、過去の放送をプレイバックする短いコーナー）のテーマ曲は「あなたを見つめて」（小田和正）。

## テレビ朝日における放送時間の変遷
| 期間    | 期間    | 放送時間（日本時間）       |
| ------- | ------- | -------------------------- |
| 1989.04 | 1997.03 | 土曜 07:30 - 08:00（30分） |
| 1997.04 | 1999.03 | 水曜 09:55 - 10:25（30分） |
| 1999.04 | 2006.03 | 土曜 09:30 - 09:55（25分） |
| 2006.04 | 2009.09 | 日曜 06:00 - 06:25（25分） |
| 2009.10 | 2010.09 | 金曜 05:00 - 05:25（25分） |
| 2010.10 | 2014.09 | 金曜 04:30 - 04:55（25分） |
| 2014.10 | 2017.09 | 土曜 05:00 - 05:25（25分） |
| 2017.10 | 2022.03 | 土曜 04:30 - 04:55（25分） |
| 2022.04 | 現在    | 土曜 04:25 - 04:50（25分） |

同時間帯に新たな情報番組もしくは帯番組が放送されるなどの理由により、幾度かの枠移動を行っている。

## ネット局
- 本来は25分枠の番組であるため、30分枠を使ってネットする局はCMの時間を増やすなどして対応している。
- 年に数回、1時間のスペシャル版が放送されることがある。その際の放送時間は、ネット局によっては通常の放送時間と異なる場合がある。
- TVerでの動画配信も行われていたことがある。
- テレビ朝日など一部ネット局では時刻表示を行っているが、番組送出ではなく各局別の送出となっている。

| 放送対象地域   | 放送局                | 系列                                         | 放送日時                                         | ネット状況 | 備考      |
| -------------- | --------------------- | -------------------------------------------- | ------------------------------------------------ | ---------- | --------- |
| 関東広域圏     | テレビ朝日（EX）      | テレビ朝日系列                               | 土曜 4:25 - 4:50                                 | 制作局     | 制作局    |
| 青森県         | 青森朝日放送（ABA）   | テレビ朝日系列                               | 土曜 6:30 - 7:00                                 | 遅れネット |           |
| 岩手県         | 岩手朝日テレビ（IAT） | テレビ朝日系列                               | 土曜 7:00 - 7:30                                 | 遅れネット | [ 注 5 ]  |
| 秋田県         | 秋田朝日放送（AAB）   | テレビ朝日系列                               | 日曜 10:30 - 10:55                               | 遅れネット | [ 注 6 ]  |
| 山形県         | 山形テレビ（YTS）     | テレビ朝日系列                               | 土曜 7:00 - 7:25                                 | 遅れネット |           |
| 新潟県         | 新潟テレビ21（UX）    | テレビ朝日系列                               | 日曜 10:00 - 10:29 『建もの探訪 新潟版』について | 遅れネット | [ 注 7 ]  |
| 長野県         | 長野朝日放送（abn）   | テレビ朝日系列                               | 土曜 5:25 - 5:50                                 | 遅れネット | [ 注 8 ]  |
| 富山県         | 北日本放送（KNB）     | 日本テレビ系列                               | 金曜 10:25 - 10:55                               | 遅れネット | [ 注 9 ]  |
| 石川県         | 北陸朝日放送（HAB）   | テレビ朝日系列                               | 土曜 5:25 - 5:50                                 | 遅れネット | [ 注 10 ] |
| 福井県         | 福井放送（FBC）       | 日本テレビ系列 テレビ朝日系列                | 金曜 9:55 - 10:20                                | 遅れネット |           |
| 山口県         | 山口朝日放送（yab）   | テレビ朝日系列                               | 土曜 10:45 - 11:15                               | 遅れネット | [ 注 11 ] |
| 香川県・岡山県 | 瀬戸内海放送（KSB）   | テレビ朝日系列                               | 日曜 9:35 - 10:00                                | 遅れネット |           |
| 愛媛県         | 愛媛朝日テレビ（eat） | テレビ朝日系列                               | 土曜 10:30 - 11:00                               | 遅れネット | [ 注 12 ] |
| 高知県         | テレビ高知（KUTV）    | TBS系列                                      | 不定期放送 主に平日 10:25 - 10:50                | 遅れネット |           |
| 長崎県         | 長崎文化放送（ncc）   | テレビ朝日系列                               | 日曜 11:25 - 11:50                               | 遅れネット |           |
| 宮崎県         | テレビ宮崎（UMK）     | フジテレビ系列 日本テレビ系列 テレビ朝日系列 | 木曜 10:30 - 10:55                               | 遅れネット |           |
| 沖縄県         | 琉球朝日放送（QAB）   | テレビ朝日系列                               | 金曜 9:55 - 10:20                                | 遅れネット |           |
| 日本全域       | BS朝日                | BS放送                                       | 日曜 8:30 - 8:55                                 | 遅れネット |           |
| 日本全域       | テレ朝チャンネル2     | CS放送                                       | 金曜 17:30 - 18:00                               | 遅れネット | [ 注 14 ] |

### 過去のネット局
| 放送対象地域   | 放送局                       | 系列           | 放送日時                                   | 備考                            |
| -------------- | ---------------------------- | -------------- | ------------------------------------------ | ------------------------------- |
| 北海道         | 北海道テレビ（HTB）          | テレビ朝日系列 | 土曜 11:20 - 11:45 （毎月最終土曜を除く）  | 2009年2月21日打ち切り。         |
| 宮城県         | 東日本放送（KHB）            | テレビ朝日系列 | 土曜 7:00 - 7:25                           | 2010年4月3日打ち切り。          |
| 福島県         | 福島放送（KFB）              | テレビ朝日系列 | 土曜 5:10 - 5:35                           |                                 |
| 山梨県         | テレビ山梨（UTY）            | TBS系列        | 日曜 11:00 - 11:25                         | 2009年3月29日打ち切り。         |
| 静岡県         | 静岡朝日テレビ（SATV）       | テレビ朝日系列 | 土曜 9:30 - 9:55                           | 2010年4月3日打ち切り。          |
| 中京広域圏     | 名古屋テレビ（メ～テレ/NBN） | テレビ朝日系列 | 水曜 4:30 - 4:55                           |                                 |
| 近畿広域圏     | 朝日放送テレビ（ABC TV）     | テレビ朝日系列 | 土曜 5:13 - 5:38 （毎月第1土曜のみの放送） | 2017年10月1日（日曜）打ち切り。 |
| 島根県・鳥取県 | 山陰放送（BSS）              | TBS系列        | 金曜 10:00 - 10:25                         | 2011年4月1日打ち切り。          |
| 島根県・鳥取県 | 山陰中央テレビ（TSK）        | フジテレビ系列 | 土曜 16:00 - 16:30                         |                                 |
| 広島県         | 広島ホームテレビ（HOME）     | テレビ朝日系列 | 土曜 7:30 - 8:00                           | 2017年9月30日打ち切り。         |
| 徳島県         | 四国放送（JRT）              | 日本テレビ系列 | 日曜 13:00 - 13:25                         | 2024年9月29日打ち切り。         |
| 高知県         | 高知放送（RKC）              | 日本テレビ系列 | 金曜 10:25 - 10:55                         | 2016年3月25日打ち切り。         |
| 福岡県         | 九州朝日放送（KBC）          | テレビ朝日系列 | 土曜 6:30 - 6:55                           | 2010年3月20日打ち切り。         |
| 熊本県         | 熊本朝日放送（KAB）          | テレビ朝日系列 | 土曜 10:50 - 11:15                         | 2018年3月31日打ち切り。         |
| 大分県         | 大分朝日放送（OAB）          | テレビ朝日系列 | 土曜 6:45 - 7:10                           |                                 |
| 鹿児島県       | 鹿児島放送（KKB）            | テレビ朝日系列 | 金曜 10:55 - 11:25                         |                                 |

### BS朝日での放送
BS朝日の放送（2002年から）では、双方向のデータ放送で住まいに関する情報を閲覧したり、キッチンリフォームなどの資料請求ができる（このデータ放送は『建もの探訪』のほか、『大改造!!劇的ビフォーアフター』などBS朝日で放送される一部の番組でも行われていた）。2006年3月でこの双方向サービスは終了となった。当初は水曜日の21時30分に放送され、後にゴールデンタイム枠に移行し、ネット局で唯一夜間に放送していたが、2017年現在は土曜夕方の時間帯を経て日曜午前に放送していたが12月末に打ち切り。日曜午前に移動後、毎年8月の『全国高校野球選手権大会中継』（朝日放送テレビ制作）放送時は休止となる。

### 北海道における放送事情
北海道では長らく本番組のレギュラー放送が行われておらず、2005年1月3日に北海道テレビ放送（HTB）で1時間スペシャルの「富士山の見える隠れ家」（他局では2003年末に放送）が放送される程度に留まっていたが、2006年4月2日に同じくHTBが番組のレギュラー放送を開始した。
レギュラー放送開始時には日曜6時00分から、2007年4月以降は土曜11時20分から放送されていたが、2007年12月22日放送分をもって一旦打ち切られた。その後、2008年4月5日に打ち切り前と同じ時間帯で放送再開されたものの、2009年2月21日をもって再び打ち切りとなった。以来北海道では番組のレギュラー放送が行われていないが、2011年12月24日に一度だけHTBが6時30分から単発放送したことがある。
HTBでのオンエアでは、エンディングで渡辺篤史のコメントが終わった時点（=制作クレジット（/tv asahi・JCTV）のロゴが出た時点）で強制的に自社の番宣・コマーシャルに切り替えられ（エンドカードすら出なかった）、提供クレジット挿入部分と次回予告が省略されていた。またオープニングでも同様に渡辺篤史のコメントが終わった時点でやはり強制的に番宣・CMに切り替えられており、提供クレジット挿入部分が省略されていた。

### 建もの探訪 新潟版
新潟テレビ21では、『渡辺篤史の建もの探訪』に引き続いて、日曜10時29分から『建もの探訪 新潟版』と題した6分間の番組も放送している。新潟県内で営業するハウジングメーカーや金融機関・住宅情報誌などの住宅関連企業のCMや、前述企業のモデルルーム見学リポートを集めた広報番組である。

### 海外での放送
日本国外でも、東南アジアの有料テレビ局 Life Inspired で『House Paradise』（ハウス・パラダイス）と題して放送されている（2017年3月時点）。音声は日本語のまま、英語・マレー語・中国語などの字幕が付く。

## その他
どのような物件でも好意的に解釈する渡辺独特の言い回しは、モノマネ芸人のネタにされることがある。また漫画家の風間やんわりが、この番組を題材にしたギャグ漫画『あつし渡辺の探訪びより』を執筆している。この作品は、「あつし渡辺」というキャラクターが一般的なお宅拝見番組では取り上げられないような住宅（暴力団事務所、欠陥住宅、ゴミ屋敷など）を訪問するというもので、単行本には風間と渡辺による対談も収録されている。
2001年6月22日放送のアニメ『クレヨンしんちゃん』でも、パロディが行われ、タイトルは「渡辺馬丈のおうち訪問」となっている。
物件の部屋などの紹介が終わった後、渡辺が言う「わかりました」は、小堺一機やイジリー岡田がたびたびものまねしているが、これは「次の部屋へ行ってください」という意味のきっかけとして使われている。
テレビ朝日で放送された単発特番『ダウンタウンがキャスターやりますスペシャル』で、松本人志が「建もの探訪の謎」というタイトルで「なんで建もの探訪のロケは毎回晴れなのか」と質問したことがある。これに対し関係者が「渡辺篤史さんが晴れ男だから」という回答をしている。
2010年2月28日に、渡辺が同じく「建築物を扱うテレ朝の番組」である『大改造!!劇的ビフォーアフター』（朝日放送）のゲストとして出演し、番組内で渡辺がリフォームした家を訪問する「アフター探訪」という企画が放送された。なお、BGMは本番組のテーマ曲である小田和正の「between the word & the heart -言葉と心-」が使用された。
2011年3月6日放送の『ザ!鉄腕!DASH!!』（日本テレビ）で「鉄腕 DASHの建もの探偵」なるパロディが行われた。カンニング竹山と城島茂 (TOKIO)、高田延彦と松岡昌宏 (TOKIO) の2チームに分かれて徐々に安い物件を推理していった。

## 関連書籍
- 渡辺篤史の建もの探訪BOOK（朝日新聞出版、2009年4月25日、ISBN 978-4-02-272374-1）